# Sala Ludu
Sala Ludu – wielki, rządowy budynek w Trypolisie w Libii.

## Historia
Budynek ma nowoczesny styl i został zbudowany na przełomie lat siedemdziesiątych i osiemdziesiątych XX wieku. Obradował w nim Powszechny Kongres Ludowy.
21 lutego 2011 podczas powstania został on podpalony przez protestujących.